# Rentgenometr DP-1A
Rentgenometr DP-1A – radziecki przyrząd dozymetryczny, używany między innymi w ludowym Wojsku Polskim, przeznaczony do rozpoznawania skażeń promieniotwórczych.

## Charakterystyka przyrządu
Rentgenometr DP-1A był lampowym przyrządem dozymetrycznym przeznaczonym do pomiaru mocy dawki promieniowania gamma lub łącznie promieniowania beta i gamma. Układ elektryczny przyrządu składał się z komory jonizacyjnej, wzmacniacza prądu stałego, miernika i źródła zasilania. Pod wpływem promieniowania jądrowego w komorze jonizacyjnej powstawał prąd jonizacji, który po wzmocnieniu był rejestrowany przez licznik. Przyrząd obsługiwał jeden dozymetrysta. Na początku lat 60 XX w. DP-1A był sukcesywnie zastępowany przez rentgenometr D-08.
Dane taktyczno-techniczne
- zakres pomiarowy – od 0,1 do 400 R/h,
  - podział zakresu:
    - 0,04–0,4 R/h,
    - 0,4–4,0 R/h,
    - 4–40 R/h,
    - 40–400 R/h,
- masa – około 3 kg,
- zasilanie – jedno ogniwo suche i dwie baterie płytkowe,
- czas pracy – 50 godzin.